# Phryné

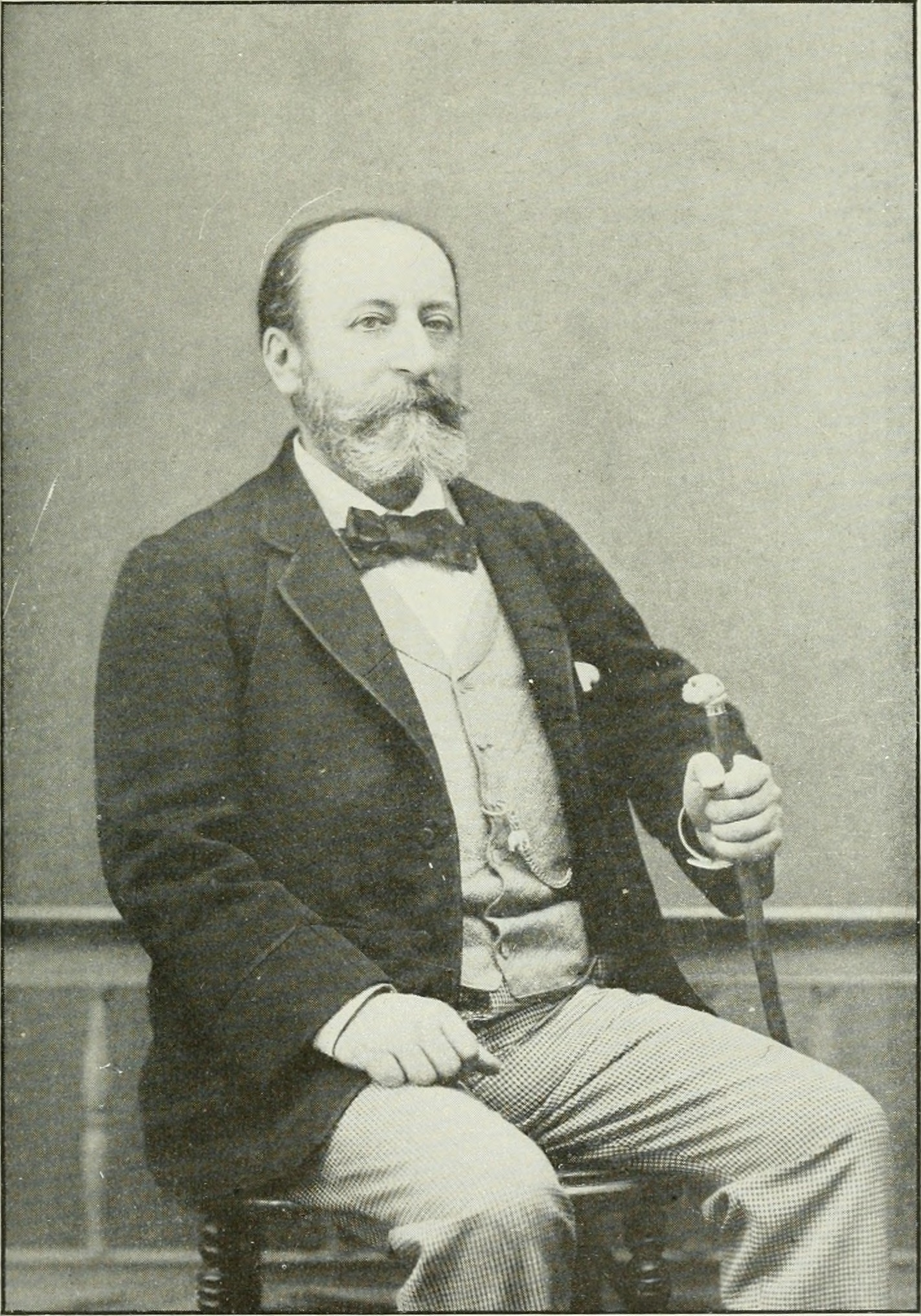
Camille Saint-Saëns 1893.

Phryné är en fransk opéra comique i två akter med musik av Camille Saint-Saëns och libretto av Lucien Augé de Lassus.
Operan hade premiär den 24 maj 1893 på Opéra-Comique i Paris. Svensk premiär den 11 maj 1894 på Svenska teatern i Stockholm med titeln Fryne och framförd åtta gånger.

## Personer
- Phryné (sopran)
- Lampito, Phrynés slavinna (sopran)
- Dicéphile, arkont (bas)
- Nicias, Dicéphiles brorson (tenor)
- Cynalopex (tenor)
- Agoragine (bas)

## Inspelningar
- Phryné: Denise Duval, Nadine Sautereau, Andre Vessieres, Michel Hamel, Orchestre Lyrique de l'O.R.T.F., Chorale Lyrique de l'O.R.T.F. Jules Gressier. 1960